# Larisa Kurikša
Larisa Michajlovna Kurikša (nacida el 1 de junio de 1963) es una exjugadora de baloncesto rusa. Consiguió 3 medallas en competiciones oficiales con la URSS.